# D. J. Moore
Denniston Moore Jr. (* 14. April 1997 in Philadelphia, Pennsylvania) ist ein US-amerikanischer American-Football-Spieler. Er spielt seit 2023 für die Chicago Bears in der National Football League (NFL) auf der Position des Wide Receivers. Zuvor war Moore fünf Jahre lang für die Carolina Panthers aktiv, die ihn in der ersten Runde des NFL Draft 2018 ausgewählt hatten.

## College
Moore spielte drei Jahre lang für Maryland College Football. Hierbei konnte Moore besonders in seiner letzten Saison am College mit 1.033 Yards Raumgewinn sowie 8 Touchdowns überzeugen.

## NFL
Moore wurde bei dem NFL Draft 2018 in der ersten Runde an Position 24 von den Carolina Panthers ausgewählt. Er war damit der erste gedraftete Wide Receiver im Jahr 2018. Bei den Panthers unterschrieb er einen Vierjahresvertrag mit einem Gehalt von 11,17 Mio. US-Dollar. In seiner Rookie-Saison (2018) erzielte Moore als Passempfänger für sein Team 788 Yards Raumgewinn sowie 2 Touchdowns. Außerdem erlief er 172 Yards für die Panthers. In der Saison 2019 konnte Moore sich deutlich steigern und 1175 Yards Raumgewinn erzielen. Weiter verdoppelte er mit vier erzielten Touchdowns seine Quote gegenüber dem Vorjahr.
Im Rahmen eines Trades der Panthers für den ersten Pick im NFL Draft 2023 gaben sie Moore an die Chicago Bears ab.

## NFL-Statistiken
| 2018                               | Carolina Panthers | 16  | 10  | 55  | 788   | 14,3 | 82 | 2  | 1 | 1 |
| 2019                               | Carolina Panthers | 15  | 15  | 87  | 1.175 | 13,5 | 52 | 4  | 2 | 1 |
| 2020                               | Carolina Panthers | 15  | 14  | 66  | 1.193 | 18,1 | 74 | 4  | 0 | 0 |
| 2021                               | Carolina Panthers | 17  | 17  | 93  | 1.157 | 12,4 | 74 | 4  | 1 | 1 |
| 2022                               | Carolina Panthers | 17  | 17  | 63  | 888   | 14,1 | 62 | 7  | 0 | 0 |
| 2023                               | Chicago Bears     | 17  | 17  | 96  | 1.364 | 14,2 | 58 | 8  | 1 | 1 |
| 2024                               | Chicago Bears     | 17  | 17  | 98  | 966   | 9,9  | 44 | 6  | 1 | 1 |
| Total                              | Total             | 114 | 107 | 558 | 7.531 | 13,5 | 82 | 35 | 6 | 5 |
| Quelle: pro-football-reference.com |                   |     |     |     |       |      |    |    |   |   |